# AIK Hockey Härnösand
Le AIK Hockey Härnösand est un club de hockey sur glace de Härnösand en Suède. Il évolue en Division 1, le troisième échelon suédois.

## Historique
Le club est créé en 1957 sous le nom de Antjärns IK. Il a ensuite été renommé AIK Hockey Härnösand.

## Palmarès
- Aucun titre.